# Drowning Pool (album)
 (février 2018).
Si vous disposez d'ouvrages ou d'articles de référence ou si vous connaissez des sites web de qualité traitant du thème abordé ici, merci de compléter l'article en donnant les références utiles à sa vérifiabilité et en les liant à la section « Notes et références ».
Albums de Drowning Pool
Loudest Common Denominator
(2009) Resilience
(2013)
Singles
1. Feel Like I Do
Sortie : 8 février 2010
2. Turn So Cold
Sortie : 19 juillet 2010
3. Let the Sin Begin
Sortie : 12 août 2011

Drowning Pool est le titre éponyme du quatrième album studio du groupe de hard rock et heavy metal américain Drowning Pool, sorti en avril 2010.

## Présentation
Le groupe achève son album aux côtés du producteur Kato Khandwala aux studios House of Loud dans le New Jersey et le publie le 27 avril 2010.
Drowning Pool est le premier album du groupe à ne pas présenter un nouveau chanteur, puisque Ryan McCombs est resté dans la formation après leur album Full Circle de 2007. Il le quittera, cependant, en 2011 pour rejoindre son précédent groupe SOiL.
Selon Blabbermouth.net, l'album éponyme de Drowning Pool se vend à 12 000 exemplaires au cours de la première semaine, ce qui lui vaut la place de no 35 du classement américain Billboard 200, en progression par rapport à la 64e position atteinte par le précédent opus, Full Circle.
Le groupe cesse de promouvoir l'album en 2011, en raison du départ de Ryan McCombs. Le groupe commence alors à écrire de nouveaux morceaux et embauche Jasen Moreno comme remplaçant de McCombs.

### Singles
Trois singles, Feel Like I Do, Turn So Cold et Let the Sin Begin sont édités pour promouvoir l'album. Les deux premiers atteignent le Top 10 des charts du Hot Mainstream Rock Tracks,.
Le premier single, Feel Like I Do, reflète une période difficile dans la vie de McCombs au cours de laquelle il a divorcé, a quitté sa maison et a perdu son père. Il est publié en téléchargement gratuit sur le site web officiel du groupe[réf. nécessaire].
Les fans ayant précommandé l'album reçoivent un lien pour le téléchargement des deux premiers singles, Feel Like I Do et Turn So Cold.

## Liste des titres
Toutes les paroles sont écrites par Ryan McCombs, toute la musique est composée par Drowning Pool.
| 1.    | Let the Sin Begin   | 3:37 |
| 2.    | Feel Like I Do      | 3:33 |
| 3.    | Turn So Cold        | 3:38 |
| 4.    | Regret              | 3:17 |
| 5.    | Over My Head        | 3:26 |
| 6.    | All About Me        | 3:41 |
| 7.    | More Than Worthless | 3:56 |
| 8.    | Children of the Gun | 3:31 |
| 9.    | Alcohol Blind       | 4:11 |
| 10.   | Horns Up            | 3:45 |
| 11.   | King Zero           | 2:59 |
| 39:36 |                     |      |

## Crédits
| - Ryan McCombs : chant - C.J. Pierce : guitare - Stevie Benton : basse - Mike Luce : batterie - John Bender : chœurs | - Production : Kato Khandwala - Production (voix) : John Bender - Composition : Kato Khandwala, Bobby Huff, Drowning Pool - Mastering : Ted Jensen - Mixage : David Bendeth, Dan Korneff - Ingénierie, édition digitale : Kato Khandwala, Dan Korneff, Michael "Mitch" Milan, John Bender - Programmation : Kato Khandwala, Dan Korneff - Direction artistique, design : Trevor Niemann - Techniciens : Dan Korneff (batterie), Michael "Mitch" Milan (guitare) |